# 현재원
현재원(玄在源, 1965년 1월 16일 ~ )은 대한민국의 연극평론가 겸 문화평론가이자 뮤지컬 연출가 겸 연극연출가며, 기업가다.

## 학력
- 동국대학교 철학과 학사

## 경력

### 주요 이력
- 1989년 연극평론가 첫 입문.
- 1991년 TBS 서울교통방송 PD 입사.
- 1992년 EBS 한국교육방송공사 PD 이적.
- 1993년 가수 겸 뮤지컬배우 이연경과 결혼.
- 1994년 EBS 한국교육방송공사 PD 퇴임.
- 1995년 뮤지컬 연출가 데뷔.
- 1996년 연극연출가 데뷔.
- 1996년 문화평론가 등단.
- 1996년 음악평론가 등단.
- 1996년 영화평론가 등단.

## 작품

### 연출작

#### 뮤지컬 연출
- 1995년 《피터 팬과 함께하는 대모험》

#### 연극 연출
- 1996년 《햄릿 왕자》

### 평론

#### 연극 평론
- 1996년 《토월회의 분노》
- 1996년 《구인회의 동상이몽》

#### 문화 평론
- 1996년 《강남의 X-세대》

#### 음악 평론
- 1996년 《재즈와 엔카를 물리친 대한국악 판소리》

#### 영화 평론
- 1996년 《서울 충무로와 LA 할리우드》

## 출연작

### TV 프로그램
- 1998년 EBS 《문화센터》
- 1999년 EBS 《컴퓨터는 내 친구》
- 1999년 MBC 《가족 캠프》
- 1999년 KBS2 《행복채널》
- 1999년 SBS 《좋은 친구들》
- 2006년 TBS 《교통방송 스페셜》
- 2009년 SBS 《스타 주니어 쇼 붕어빵》

### CF 광고
- 2000년 《마에스트로 양복》